# Élections au Luxembourg
Le Luxembourg est une démocratie représentative sous la forme d'une monarchie constitutionnelle, avec une certaine place réservée à des éléments de démocratie semi-directe.
Comme dans d'autres pays de l'Union européenne, le vote est un acte citoyen obligatoire. Le refus de voter peut être puni par une amende.
Les ressortissants d'un autre pays membre de l'Union européenne résidant au Grand-Duché peuvent être admis à participer non seulement aux élections européennes, mais aussi aux élections communales. Les élections communales sont ouvertes en outre, sous certaines conditions, aux ressortissants étrangers non communautaires.

## Élections européennes
Depuis 1979, les représentants du Grand-Duché de Luxembourg au Parlement européen sont élus de manière directe et pour cinq ans.
Le Grand-Duché a droit à six représentants au Parlement européen. La date des élections européennes est fixée au niveau européen. Les dernières élections européennes ont eu lieu le 9 juin 2024.
Les ressortissants de l'Union européenne jouissent du droit de vote actif et passif, même s'ils ne résident pas dans leur pays d'origine.
Pour les élections européennes, il n'existe qu'une circonscription électorale unique.
Le vote aux élections européennes est obligatoire pour tous les électeurs inscrits sur les listes électorales.

## Élections législatives

Circonscriptions électorales du Luxembourg.

Les élections pour la Chambre des députés se font au suffrage universel direct pour désigner les 60 députés (23 pour la circonscription électorale Sud, 7 pour la circonscription Est, 21 pour la circonscription Centre et 9 pour la circonscription Nord) qui, dans le système unicaméral luxembourgeois, composent le parlement national.
Les députés sont élus au scrutin proportionnel plurinominal. Pour chacune des quatre circonscriptions électorales, les groupements politiques doivent constituer des listes de candidats dont le nombre ne peut être supérieur au total des députés à élire dans la circonscription.
La répartition des sièges se calcule suivant les règles de la représentation proportionnelle et conformément au principe du plus petit quotient électoral.
Les élections législatives ont lieu de plein droit tous les cinq ans. Les dernières élections législatives ont eu lieu au Luxembourg le 8 octobre 2023.

## Élections communales

Les communes du Luxembourg en 2018.

Chaque commune luxembourgeoise dispose d'un conseil communal, constitué par le bourgmestre, les échevins et les conseillers communaux. Ils sont élus directement, tous les six ans, par les habitants de la commune ayant les qualités requises pour être électeurs. Le nombre des membres des conseils communaux varie selon la population de la commune mais il est toujours impair.
Les élections communales ordinaires ont lieu de plein droit, de six en six ans, le deuxième dimanche d'octobre. Les dernières élections communales ont eu lieu le 11 juin 2023.
Conformément à la loi électorale, les élections se font soit d'après le système de la majorité relative dans les communes dont la population est inférieure à 3 000 habitants, soit d'après le mode de la représentation proportionnelle dans les communes dont la population excède 3 000 habitants. Dans le premier cas, les candidats se présentent individuellement aux scrutins. Dans le deuxième cas, les candidats se regroupent sur des listes. Le nombre maximal de candidats par liste est égal au nombre de membres du conseil communal à élire.
Chaque commune forme une circonscription électorale. Chaque électeur dispose d'autant de suffrages qu'il y a de conseillers à élire au conseil communal. Il peut attribuer deux suffrages à chacun des candidats jusqu'à concurrence du total des suffrages dont il dispose.
Rappelons encore que le vote est obligatoire pour tous les électeurs inscrits sur les listes électorales.
Les non-Luxembourgeois, qui résident au Grand-Duché de Luxembourg depuis au moins cinq années au moment de la demande d'inscription sur la liste électorale, dont la dernière année doit être ininterrompue, ont le droit de voter aux élections communales.
La loi relative aux élections communales ouvre en outre l'accès aux mandats communaux à tous les étrangers, y compris aux postes de bourgmestre ou échevin. Les candidats devront avoir résidé au Luxembourg depuis au moins cinq ans, dont la dernière année doit être ininterrompue, et habiter dans la commune depuis au moins 6 mois.

## Référendums
La loi du 4 février 2005 relative au référendum au niveau national constitue la loi-cadre qui fixe les modalités à respecter pour l'organisation d'un référendum prévu par la Constitution.
Le dernier référendum national a eu lieu le 7 juin 2015. Proposé par Xavier Bettel, le référendum de 2015 portait notamment sur le droit de vote des étrangers au Luxembourg représentant 43% des résidents Luxembourgeois. Le Luxembourg avait déjà modifié sa législation en 2008 pour permettre aux résidents d’acquérir la nationalité Luxembourgeoise tout en conservant la nationalité de leur pays d’origine.
Au cœur de ce référendum résidait trois questions ; celle de l’abaissement de l'âge d'obtention du droit de vote de dix-huit à seize ans, l'extension du droit de vote aux étrangers ayant leurs résidences dans le pays, et la limitation à dix ans maximums d'occupation d'un poste de membre du gouvernement par la même personne. Une quatrième question avait été envisagée sur le financement des ministres des cultes mais un compromis a permis à celle-ci d’être supprimée.
L’annonce du référendum a entraîné de nombreux débats politiques. Le referendum était soutenu par une coalition libéraux-socialistes-verts. Les partis comme le CSV de Jean-Claude Juncker qui avait été Premier ministre de 1995 à 2013 ont encouragés leurs électeurs à répondre non à toutes les propositions, l’ADR était aussi contre ce projet de réforme.
Le vote a eu lieu le 7 février 2015 avec une grande participation, les Luxembourgeois votent contre à 78% concernant le vote des étrangers, 81% contre le droit de vote à 16 ans et 70% contre la limitation de la fonction ministérielle.
Le Premier Ministre après une brève allocution a déclaré après l’annonce des résultats que malgré tout « il n'y a qu'un Luxembourg, qu'une société où l'on doit vivre ensemble ». En revanche les camps de l’opposition ont célébré ce qu’ils considèrent comme une défaite du gouvernement Bettel ; le président de l’ADR, Jean Schoos a déclaré que ce refus de référendum était une « victoire du peuple luxembourgeois ». Si le référendum avait été adopté, il aurait accordé à 35 000 personnes en majorité originaire d’Europe le droit de votes aux élections communales. Après les résultats du référendum, les membres de différents partis Luxembourgeois (notamment Michel Wolter) avaient appelé à des élections anticipées et/ou la démission du Premier Ministre. À l’approche des élections législatives en 2023, Xavier Bettel avait déclaré ne pas remettre à l’ordre du jour la question du droit de vote des étrangers à la suite de son échec en 2015.

## Résultats des élections
Les résultats des élections sont publiées sur Le site officiel des élections au Grand-Duché de Luxembourg